# Camponotus sedulus
Camponotus sedulus är en myrart som först beskrevs av Smith 1857.  Camponotus sedulus ingår i släktet hästmyror, och familjen myror. Inga underarter finns listade.